# 西宁府 (阮朝)
西寧府（越南语：／）是越南阮朝時期的一個府，主要位於今天西宁省。
西寧府原為高棉國領土。
明命十七年（1836年），阮朝在此新設西寧府，隸屬嘉定省。西寧府領縣二：新寧縣和光化縣。
嗣德十一年（1858年），法軍進攻嘉定省。
嗣德十六年（1863年），越法簽訂《第一次西貢條約》，正式割讓嘉定省。西寧府併入法屬交趾支那殖民地。